# Rovnocapnia atra
Rovnocapnia atra — викопний вид веснянок з роду Rovnocapnia (родина Capniidae). Виявлений в еоценовому рівненському бурштині (Україна, близько 40 млн років).

## Опис
Дрібні веснянки, довжина 5—6 мм. Від близьких родів відрізняються вкороченими багаточлениковими, конусоподібними церками. Тіло, крила та ноги чорного кольору. Епіпрокт трубкоподібний. Вид Rovnocapnia atra вперше описаний у 2009 році російським ентомологом Ніною Дмитрівною Синиченковою [Архівовано 12 травня 2014 у Wayback Machine.] (Лабораторія артропод, ПІН РАН, Москва) разом з викопними видами Rovnocapnia ambita Sinitshenkova, 2009, Palaeoleuctra acuta Sinitshenkova, 2009. Види Rovnocapnia ambita утворюють рід Rovnocapnia Sinitshenkova, 2009. Видова назва R. atra походить від латинського слова atra (чорний), а родова Rovnocapnia — від назви міста Рівне і роду Capnia.